# Luis Alonso Sandoval
Luis Alonso Sandoval Oliva (Guadalajara, 27 settembre 1981) è un ex calciatore messicano,di ruolo centrocampista.